# Podagrion pax
Podagrion pax är en stekelart som beskrevs av Girault 1913. Podagrion pax ingår i släktet Podagrion och familjen gallglanssteklar. Inga underarter finns listade i Catalogue of Life.